# Mesogonia apulia
Mesogonia apulia är en insektsart som först beskrevs av William Lucas Distant 1908.  Mesogonia apulia ingår i släktet Mesogonia och familjen dvärgstritar. Inga underarter finns listade i Catalogue of Life.